# Vergongheon
Vergongheon ist eine französische Gemeinde mit 1.793 Einwohnern (Stand: 1. Januar 2022) im Département Haute-Loire in der Region Auvergne-Rhône-Alpes. Sie liegt im Arrondissement Brioude und im Kanton Sainte-Florine. Die Einwohner werden Vergongheonnais genannt.

## Geographie
Vergongheon liegt etwa 50 Kilometer südsüdöstlich von Clermont-Ferrand am Fluss Leuge. An der östlichen Gemeindegrenze mündet das Flüsschen Vendage in den Allier.

### Nachbargemeinden
Umgeben ist Vergongheon von den Nachbargemeinden Frugerès-les-Mines im Norden und Nordwesten, Sainte-Florine im Norden, Vézézoux im Nordosten, Auzon im Osten, Azérat im Südosten, Cohade im Süden und Südosten, Bournoncle-Saint-Pierre im Süden sowie Lempdes-sur-Allagnon im Westen.

## Bevölkerungsentwicklung
| Jahr                       | 1962 | 1968 | 1975 | 1982 | 1990 | 1999 | 2006 | 2017 |
| Einwohner                  | 1643 | 1686 | 1664 | 1859 | 1725 | 1608 | 1758 | 1851 |
| Quellen: Cassini und INSEE |      |      |      |      |      |      |      |      |

## Sehenswürdigkeiten
- Romanische Église de l’Assomption (Himmelfahrtskirche), mit teilweisem Wiederaufbau 1844

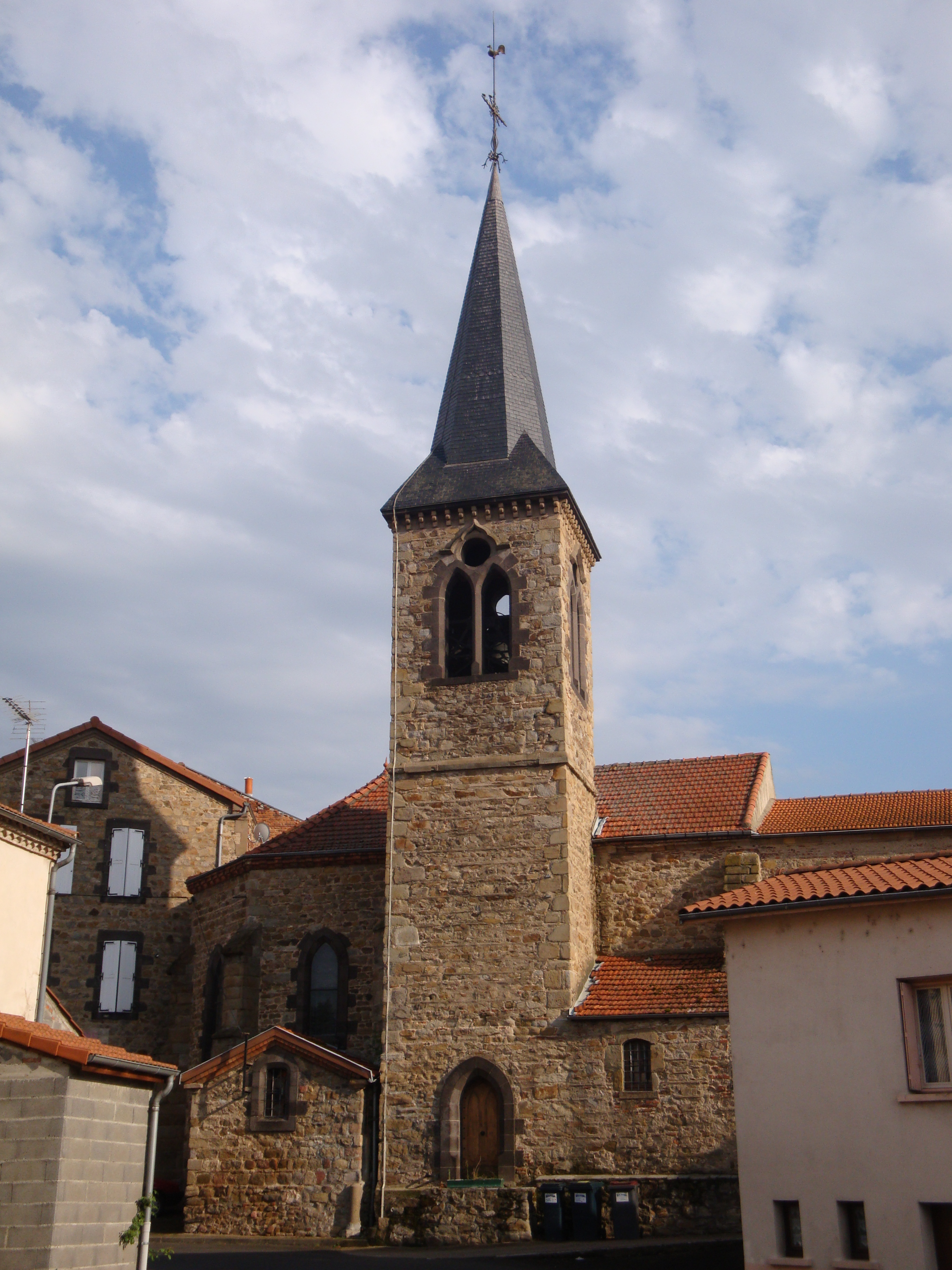
Himmelfahrtskirche

- Ruine von Rilhac